# Università di Acadia
L'Università di Acadia (in inglese Acadia University; in origine Queens College e Acadia College) è un college pubblico canadese con sede a Wolfville, in Nuova Scozia. 
Fondato nel 1838, il campus offre oltre 200 combinazioni di titoli nelle facoltà di arti, scienze pure e applicate, studi professionali e teologia.
Nel 1838 la Nova Scotia Baptist Education Society fondò il "Queen's College" (il nome venne scelto in onore della regina Vittoria). Il college venne inaugurato nel gennaio 1839 con 21 studenti. L'università fu ribattezzata "Acadia College" nel 1841, in riferimento agli insediamenti acadiani presenti nell'area di Wolfville. L'Acadia College consegnò i suoi primi diplomi nel 1843 e venne ribattezzata "Acadia University" nel 1891.
La chiesa battista locale ha svolto un importante ruolo di supporto all'università nel corso della sua storia: molte persone che hanno dato un contributo significativo all'Acadia University, incluso il primo presidente John Pryor, erano infatti membri della congregazione di questa chiesa.

## Alunni celebri
- Paul Corkum, fisico.
- Charles Brenton Huggins, premio Nobel per la medicina.
- Joanne Kelly, attrice.
- David H. Levy, astronomo.
- Peter MacKay, Ministro della Difesa del Canada.